# Richards (månkrater)
För andra betydelser, se Richards.
Richards är en nedslagskrater på månens baksida. Richards har fått sitt namn efter den amerikanske kemisten Theodore William Richards.
Kratern har en diameter på ungefär 16 km.